# Tamil United Liberation Front
Le Tamil United Liberation Front (tamoul : தமிழர் ஐக்கிய விடுதலை முன்னணி, singhalais : ද්රවිඩ එක්සත් විමුක්ති පෙරමුණ), régulièrement abrégé TULF, est un parti politique du Sri Lanka qui a eu son importance entre 1977 à 2000.
L'idéologie de ce parti était du nationalisme tamoul, à vocation séparatiste. Elle a longtemps chercher à créer un pays distinct du Sri Lanka par des moyens non-violent.

## Histoire
Le 4 mai 1972, plusieurs partis politiques tamouls s'unissent pour faire le Tamil United Front (TUF). Le parti fédéraliste Ilankai Tamil Arasu Kachchi rejoint le mouvement en 1976, et le TUF changea son nom pour devenir le Tamil United Liberation Front.
Lors des élections législatives du 21 juillet 1977, où l'UNP a gagné haut la main, le TULF gagna 6,40% des voix, ce qui fit de lui le premier parti d'opposition au Sri Lanka. C'est la première fois qu'un parti tamoul arrive en deuxième position dans une élection. Ce succès va créer des émeutes qui vont mener aux massacres de tamouls juste après les élections.
Tout au long des années 1970 et au début des années 1980, les politiciens nationalistes cingalais ont souvent blâmé le TULF pour des actes de violence commis par d'autres groupes militants tels que les Tigres de libération de l'Eelam tamoul. En fait, le TULF représentait une génération plus âgée et plus conservatrice de Tamouls qui pensaient que l'indépendance pouvait être réalisée sans violence.
En octobre 1983, après les massacres du Juillet noir commis par les cingalais, tous les parlementaires du TULF, au nombre de seize à l'époque, ont perdu leurs sièges au Parlement pour avoir refusé de prêter serment de manière inconditionnelle de renoncer à soutenir un état séparé conformément au sixième amendement à la Constitution de Sri Lanka.
Dès que la guerre civile  éclata en 1983, les LTTE a commencé à voir le TULF comme un rival dans son désir d'être considéré comme le seul représentant des Tamouls du Sri Lanka. Entre 1980 et 2000, les LTTE ont assassiné plusieurs dirigeants, dont A. Amirthalingam et Neelan Thiruchelvam.
En 2000, le TULF fusionne avec le All Ceylon Tamil Congress, le EPRLF et le TELO pour créer le Tamil national alliance, le plus grand parti tamoul depuis le TULF.
En 2004, l'ancien président du parti, Anandasangaree, étant très critique à l'égard des Tigres tamouls, disjoint le TULF de l'alliance Tamoul, lorsque des membres de l'alliance se sont prononcés pour les actions des Tigres tamouls. Cela a mené à la fuite d'un certain nombre de membres qui ont rejoint le parti fédéraliste Ilankai Tamil Arasu Kachchi, pour rester dans l'alliance tamoul.
Dès lors, le parti ne gagna plus aucun siège aux autres élections législatives.

## Présidents
| Date de début   | Date de fin     | Nom                         |
| --------------- | --------------- | --------------------------- |
| 4 mai 1972      | 13 juillet 1989 | Appapillai Amirthalingam    |
| 13 juillet 1989 | 5 juin 2002     | Murugesu Sivasithamparam    |
| 5 juin 2002     |                 | Veerasingham Anandasangaree |

## Résultats électoraux

### Élections législatives
| Année | Voix    | %    | Rang | Sièges   | Alliance                      |
| ----- | ------- | ---- | ---- | -------- | ----------------------------- |
| 1977  | 421 488 | 6,75 | 2e   | 18 / 168 | Tamil United Liberation Front |
| 1989  | 188 594 | 3,37 | 3e   | 10 / 225 | Tamil United Liberation Front |
| 1994  | 132 461 | 1,67 | 5e   | 5 / 225  | Tamil United Liberation Front |
| 2000  | 106 033 | 1,23 | 4e   | 5 / 225  | Tamil United Liberation Front |
| 2001  | 348 164 | 3,89 | 4e   | 15 / 225 | Tamil National Alliance       |
| 2010  | 9 223   | 0,11 | 9e   | 0 / 225  |                               |